# 아스투리아스 국왕
아스투리아스 국왕(라틴어: Reges Asturorum, 아스투리아스어: Llista de Reis d'Asturies)은 아스투리아스 왕국의 군주다.

## 역대 국왕
| 대수 | 초상 | 이름           | 재위 시작 | 재위 종료 | 비고 |
| ---- | ---- | -------------- | --------- | --------- | ---- |
| 1    |      | 펠라기우스     | 714년     | 737년     |      |
| 2    |      | 파필라         | 737년     | 739년     |      |
| 3    |      | 알폰수스 1세   | 739년     | 757년     |      |
| 4    |      | 프로일라 1세   | 757년     | 768년     |      |
| 5    |      | 아우렐리우스   | 768년     | 774년     |      |
| 6    |      | 실로           | 774년     | 783년     |      |
| 7    |      | 마우레가투스   | 783년     | 789년     |      |
| 8    |      | 베레문두스 1세 | 788년     | 791년     |      |
| 9    |      | 알폰수스 2세   | 791년     | 842년     |      |
| 10   |      | 라니미루스 1세 | 842년     | 850년     |      |
| 11   |      | 오르돈누스 1세 | 850년     | 866년     |      |
| 12   |      | 알폰수스 3세   | 866년     | 910년     |      |
| 13   |      | 프로일라 2세   | 910년     | 924년     |      |

## 같이 보기
- 레온 국왕
- 포르투갈 백국